# Запад штата Мараньян
Запад штата Мараньян (порт. Mesorregião do Oeste Maranhense) — административно-статистический мезорегион в Бразилии, входит в штат Мараньян. Население составляет 1 409 940 человек на 2010 год. Занимает площадь 86 788,376 км². Плотность населения — 16,25 чел./км².

## Демография
Согласно сведениям, собранным в ходе переписи 2010 г. Национальным институтом географии и статистики (IBGE), население мезорегиона составляет:
| Полное население                            | Полное население                            | Полное население                            | Полное население                            | 1 409 940 |
| ------------------------------------------- | ------------------------------------------- | ------------------------------------------- | ------------------------------------------- | --------- |
| в том числе:                                | Городское население                         | 903 667                                     | Процент городского населения, %             | 64,09     |
|                                             | Сельское население                          | 506 273                                     | Процент сельского населения, %              | 35,91     |
|                                             | Мужское население                           | 707 946                                     | Процент мужского населения, %               | 50,21     |
|                                             | Женское население                           | 701 994                                     | Процент женского населения, %               | 49,79     |
| Плотность населения, чел/км²                | Плотность населения, чел/км²                | Плотность населения, чел/км²                | Плотность населения, чел/км²                | 16,25     |
| Население мезорегиона в % к населению штата | Население мезорегиона в % к населению штата | Население мезорегиона в % к населению штата | Население мезорегиона в % к населению штата | 21,44     |

## Статистика
- Валовой внутренний продукт на 2003 год составляет 3 130 607 271,00 реалов (данные: Бразильский институт географии и статистики).
- Валовой внутренний продукт на душу населения на 2003 год составляет 2408,96 реалов (данные: Бразильский институт географии и статистики).
- Индекс развития человеческого потенциала на 2000 год составляет 0,615 (данные: Программа развития ООН).

## Состав мезорегиона
В мезорегион входят следующие микрорегионы:
1. Гурупи
2. Императрис
3. Пиндаре